# 燕峒乡
燕峒乡，是中华人民共和国广西壮族自治区百色市德保县下辖的一个乡镇级行政单位。

## 行政区划
燕峒乡下辖以下地区：
燕峒村、古桃村、宝堂村、下丈村、平安村、陇力村、利屯村、城屯村、下钦村、多龙村、兴旺村、那布村、巴龙村、晚江村、那茶村、陇沙村、旺屯村、美圩村和六旺村。